# The Torrent and the Night Before
The Torrent and the Night Before – debiutancki tomik wierszy amerykańskiego poety Edwina Arlingtona Robinsona, opublikowany w 1896. Wśród utworów zebranych w tomiku znalazły się kunsztowne układy stroficzne jak sonet, villanella i ballada francuska.